# اسپریت
اسپریت (به انگلیسی: Esprit) یک شرکت سهامی عام تولیدکننده کیف و کفش، ساعت و جواهرات و... می‌باشد؛ که در سال ۱۹۶۸ سوسی و داگ تامپ کینز برند اسپریت را تأسیس کردند. این برند همچنین در سال ۱۹۹۸ اولین برند ای‌دی‌سی که برندی مطابق نظر جوانان در زمینه پوشاک بود را راه اندازی نمود. این شرکت امروز بیش از ۱۵۰۰۰ کارمند داشته و در بیش از ۴۰ کشور دنیا مغازه خرده فروشی محصولات خود را دارد.

## تاریخچه
اسپریت تولیدکننده کیف و کفش، ساعت و جواهرات و... می‌باشد؛ که در سال ۱۹۶۸ سوسی و داگ تامپکینز برند اسپریت را تأسیس کردند. همزمان با هیپی‌گری در ایالات متحده این دو سعی در ایجاد کارهایی کردند که حافظ محیط زیست بود.
آن‌ها در ابتدا آپارتمان شخصی خود را به عنوان دفتر مرکزی شرکت معرفی نمودند و داگ به انجام کارهای مالی و سوسی به انجام کارهای ذهنی و طراحی پرداخت.
در سال‌های ۱۹۸۰ میزان فروش این شرکت در اروپا نیز رو به فزونی گذاشت. همچنین در سال ۲۰۱۲ به علت اینکه مزیت رقابتی این برند در آمریکای شمالی وجود نداشت. فروشگاه‌های این ناحیه بسته شدند.

## فروش
به نقل از شرکت اسپریت، فروش جهانی این شرکت طی سال مالی ۲۰۰۸−۲۰۰۷ بالغ بر ۳/۲۵ میلیارد یورو بوده‌است. این شرکت مستقیماً اداره ۸۳۵ فروشگاه خرده فروشی را به عهده داشته و محصولات خود را از طریق بیش از ۱۵۰۰۰ واحد عمده فروشی در سراسر جهان توزیع می نماید. این شرکت دارای بیش از ۱/۱ میلیون متر مربع فضای فروشگاهی در بیش از ۴۰ کشور می‌باشد.